# 破産した企業一覧
破産した企業一覧（はさんしたきぎょういちらん）では、日本法（破産法もしくは旧破産法）に基づいて破産した企業のうち、規模の大きな企業、破産が大きく報道された企業などの一覧である。

## 1990年代

### 1996年
- 末野興産（不動産業。負債総額7,160億円。）

### 1997年
- クラウン・リーシング（日本債券信用銀行系列のノンバンク。バブル期の多額の不動産担保融資が不良債権化。負債総額は約1兆2千億円。）
- 日本トータルファイナンス（日本債券信用銀行系列のノンバンク。負債総額6,180億円）
- たくぎん抵当証券（北海道拓殖銀行傘下のノンバンク。負債総額は5,391億円。）[1]
- 天塩川木材工業（北海道木材業界でトップの規模。拓銀破綻を引き金にした最初の大型倒産。負債総額は216億円。）[2]
- 函館製網船具（漁業資材メーカー。負債総額は約138億円。）[3]

### 1998年
- エイペックス（北海道のリゾートホテルホテルエイペックス洞爺の運営会社。負債総額は949億円。）[4]
- たくぎん保証（北海道拓殖銀行系列の信用保証会社。負債総額は508億円。）[1]

### 1999年
- 山一證券（4大証券の一角。多額の簿外債務が表面化し、1997年11月に自主廃業。負債総額は約5100億円。）

## 2000年代

### 2000年
- イ・アイ・イ・インターナショナル（不動産業。バブル期に日本長期信用銀行などから巨額の融資を受けてリゾートを中心に不動産投資を行う。負債総額は約4,764億円。）

### 2001年
- まちづくり佐賀（佐賀市内の再開発ビルエスプラッツを運営する第3セクター。負債総額は約16億円。）[5]

### 2002年
- 亀屋みなみチェーン（青森県最大手のスーパーマーケット。民事再生手続き開始後も売上が低迷し、スポンサーからの支援状況が消極的な事から再建を断念[6]。）

### 2005年
- 大阪高知特急フェリー（大阪～高知間で旅客フェリーを運航する海運会社。負債総額約41億円。）[7]

### 2006年
- 近未來通信（電気通信事業者。IP電話事業への投資を募り計約1億8千万円をだまし取ったとして、詐欺罪に問われる[8]。負債総額は200億円を超える見通し[9]。）
- ヒューザー（マンション開発･販売事業者。構造計算書偽造問題が発覚し分譲したマンションの一部に非耐震性が発覚。負債総額は約84億円[10]。）
- 平成電電（電気通信事業者。通信設備への投資を名目に資金を騙し取ったとして刑事事件となる。負債総額は約1,200億円。）[11]
- 石炭の歴史村観光（北海道夕張市の第3セクター。夕張市石炭博物館などを運営。負債総額は約74億円。）[12]

### 2007年
- アメックス協販（石州瓦メーカー。2004年より産業再生機構の支援を受ける。産業再生支援機構の支援先で中核企業が経営破綻したのは初。負債総額は子会社と合わせて約39億円。）[13]
- シャトル・ハイウェイライン（大分～横須賀間の航路を運航する海運会社。負債総額は約74億円。）[14]
- ミートホープ（食肉加工販売業。食肉偽装事件が発覚し、返品や取引中止が相次ぎ操業を停止。負債総額は約6億円。）[15]
- 夕張観光開発（北海道夕張市の第3セクター。ゆうばりホテルシューパロ・マウントレースイなどを運営。負債総額は約54億円。）[16]

### 2008年
- 有村産業（沖縄本島～先島～台湾などを結ぶ航路を運航する海運会社。会社更生法で再建を進めていたが更生計画の変更が認められず更生手続きを廃止）[17]
- 井上工業（東証2部上場の建設会社。負債総額は子会社と合わせて約125億円。）[18]
- 日本勤労者住宅協会（日本勤労者住宅協会法により住宅分譲事業を行う特別民間法人。民事再生手続きを進めていたが宮城県仙台市の大型開発の共同事業者が見つからず民事再生手続きを廃止。負債総額は約179億円。）[19]
- ノエル（東証2部上場のマンション分譲業者。負債総額は約414億円。）[20]
- 松本引越センター（引越し業者。民事再生手続きを行っていたが、スポンサーからの支援を得られず事業継続を断念。負債総額は約50億円。）[21]

### 2009年
- アゼル（東証1部上場のマンション分譲業者。負債は約442億円。）[22]
- SFCG（商工ローン最大手。民事再生手続きを行っていたが、貸出債権の不正な二重譲渡が発覚し破産へ）[23]
- 讃岐造船鉄工所（造船会社。民事再生法の適用を申請するも認められず事業継続を断念。負債総額は約90億円。）[24]
- サン太陽トラベル（旅行会社。自社企画したスキーバスで死傷事故が発生。負債総額は約7億円。）[25]

## 2010年代

### 2010年
- 茨城県住宅供給公社（茨城県の第3セクター。バブル期などに購入した土地の売却が進まず、地価下落で債務超過に陥る。負債総額約523億円。住宅供給公社の破産は全国初。）[26]
- エフオーアイ（半導体製造装置メーカー。マザーズ上場前に提出した有価証券届出書で売上高を大幅に水増していた事が発覚。負債は約93億円。）[27]

### 2011年
- SFコーポレーション（消費者金融業。旧三和ファイナンス。負債総額は約1,897億円。）[28]
- バイ・デザイン（格安薄型テレビの販売で知られるメーカー。負債総額は約14億円。）[29]

### 2012年
- 井笠鉄道（岡山県の路線バス事業者。負債総額は約32億円。）[30]
- NISグループ（貸金業。民事再生手続きを進めていたが、再生手続き廃止。）[31]
- 塩見ホールディングス（建築コンサルタント。負債総額は約125億円。）[32]
- ハーヴェストホールディングス（関越自動車道高速バス居眠り運転事故でツアーバスを催行していた旅行会社。負債総額は6億円を超える見通し。）[33]

### 2013年
- アイティーエム証券（年金資産の消失事件を起こしたAIJ投資顧問傘下の証券会社。負債総額は約1,416億円。）[34]
- 学校法人堀越学園（創造学園大学などを運営する群馬県の学校法人。負債総額は約45億円。）[35]
- リンク（LCC設立準備会社。新規就航を目指していたが、就航までに必要な運転資金を調達できず就航計画を断念。負債総額は約9億円。）[36]

### 2014年
- 山水電気（老舗オーディオメーカー。負債総額は約3億円。）[37]

### 2015年
- ジョー･コーポレーション（建築工事･不動産売買業。負債総額は約72億円。）[38]
- 富士セービングバス（「旅の散策」ブランドで高速バス路線を運行。負債総額は約8億円。）[39]

### 2016年
- セイコー社（四国唯一の地図専門会社。負債総額は約4億円。）[40]
- 太洋社（出版取次。負債総額は約76億円。）[41]

### 2017年
- エマルシェ（宮城県で百貨店を運営。負債総額は約31億円。）[42]
- 郷鉄工所（破砕機などの産業機械メーカー。負債総額は約40億円。）[43]
- てるみくらぶ（インターネットによる予約を中心に海外ツアーを展開する旅行会社。国際航空運送協会への航空券購入代金の支払いが出来ず、航空券の発券トラブルが発生。負債総額は約151億円。）[44]
- YOZAN（PHSなどの情報通信事業者。負債総額は約143億円。）[45]

### 2018年
- エム・テック（総合建設業。民事再生手続きを行っていたが、スポンサー候補から支援を受けられず再建を断念。）[46]
- ケフィア事業振興会（通信販売会社。加工商品などのオーナーを募って多額の現金を集めるが、契約者への預かり金などの支払い遅延が発生し問題となる。負債総額は関連会社3社含めて約1053億円。）[47]
- ジャパンライフ（磁気治療器の預託商法などを展開。負債総額は約2,405億円。）[48]
- スマートデイズ（女性専用シェアハウス「かぼちゃの馬車」を運営。民事再生法の適用を申請していたが東京地裁が棄却。負債総額は約60億円。）[49]
- はれのひ（振袖販売･レンタル業。成人の日前に突然営業を取りやめ、成人の日に晴れ着を着られない新成人が相次ぎ問題となる。負債総額は10億円を超える見通し。）[50]

### 2019年
- 天牛堺書店（大阪府内で書店12店舗を展開。負債総額は約18億円。）[51]
- ヤマサンセンター（愛媛県東予地方でスーパーマーケットを展開。負債総額は約17億円。）[52]

## 2020年代

### 2020年
- 大見屋（愛媛県南予地方でスーパーマーケットを展開。負債総額は約20億円。）[53]
- 大沼（山形県の老舗百貨店。負債総額は約30億円。）[54]
- 商業界（経済誌「商業界」などを出版する老舗出版社。負債総額は約8億円。）[55]
- 東京ミネルヴァ法律事務所（個人向けの債務整理などを手がける弁護士法人。負債総額は約51億円。弁護士法人の倒産としては過去最大。）[56]
- Nuts（ジャスダック上場のアミューズメント事業会社。負債総額は約5億円。）[57]
- ファーストキャビン（簡易宿泊施設運営会社。負債は関連会社4社を含めて約37億円。）[58]
- アクアマリン（フィギュアの企画・販売。負債総額は約4億7,000万円。）[59]
- レナウン（大手アパレル販売会社。負債総額は138億円。）[60]

### 2021年
- 朝日アルミ産業（金属加工メーカー。2018年7月の西日本豪雨で溶解炉内に河川の水が入り水蒸気爆発が発生。負債総額は約54億円。）[61]
- アプリコ（金融業・酒類販売業。紀州のドン・ファンと呼ばれた野崎幸助が生前に経営。負債総額は関連会社を合わせて約8億9千万円。）[62]
- 宇都宮グランドホテル（国内外の要人が訪れた栃木県宇都宮市の名門ホテル。負債総額は約10億円。）[63]
- エアアジア・ジャパン（中部国際空港を拠点とする格安航空会社。負債総額は217億円。）[64]
- 九設（大分市の管工事・電気工事会社。代表取締役が暴力団との密接交際者と認定され、まもなく事業の継続が不可能となった。負債は約30億円。）[65]
- ベルベ（神奈川県を中心にパン・洋菓子販売店を展開。負債総額は約52億円で、ベーカリーの倒産としては過去最大。）[66]
- マリーン5清水屋（山形県の老舗百貨店。負債総額は約9億3700万円）[67]

### 2022年
- テラ（東京大学医科学研究所発の医療ベンチャー。負債総額は1億8765万円。）[68]

### 2023年
- ホーユー (食堂運営会社) （広島県の食堂等運営会社。負債総額は16億7000万円）[69]
- エム・シーネットワークスジャパン（脱毛サロン銀座カラーを運営していた企業。負債総額は約58億円）[70]

### 2024年
- 船井電機（テレビやビデオデッキなど主にAV機器を中心に製造・販売を行っていた電機メーカー。負債総額は約461億円）[71]
- 医療法人社団美実会、一般社団法人八桜会（脱毛サロンアリシアクリニックの運営。負債総額は2法人合わせて約124億7133万円）[72]

### 2025年
- 福江ケーブルテレビ（長崎県五島市福江地区の大部分をサービスエリアとしていたケーブルテレビ局。負債総額は約2億4000万円）[73]